# La Murada
La Murada és una població que forma part del municipi d'Oriola. El poble té 3.233 habitants. És famós per acollir els diumenges un mercat pels carrers del poble. La patrona del poble és la verge del Rosari. L'extensió d'aquesta partida rural és d'uns 70 km², i s'hi troba el "Pico Agudo", el punt més alt de tot el Baix Segura, també té nuclis dispersos com són: Los Riquelmes, Los Campirulos, Los Pérez, Los Vives, Los Randeros, Los Asensio, Las Paganas, Los Cutillas, Los Grillos, Monfraque, Barbarroja o Virgen del Camino.
El poble dista 7 km de Favanella, 10 km del nucli urbà d'Oriola, 30 km de les ciutats d'Elx i Múrcia i 60 km de la ciutat d'Alacant
El 2004, la major part del veïnat va fundar l'associació Murada Independiente, que persegueixen la segregació del poble i la resta de la partida rural del municipi d'Oriola, per motius de la discriminació que pateix el poble en matèria de serveis comparat amb la resta del municipi oriolà i també la seua segregació del País Valencià i la posterior adhesió a la veïna Regió de Múrcia d'on seria el municipi 46, per motius identitaris i culturals.